# 16700 Seiwa
16700 Seiwa este un asteroid din centura principală de asteroizi.

## Descriere
16700 Seiwa este un asteroid din centura principală de asteroizi. A fost descoperit pe 22 februarie 1995 la Ōizumi de Takao Kobayashi. El prezintă o orbită caracterizată de o semiaxă mare de 2,27 ua, o excentricitate de 0,07 și o înclinație de 3,8° în raport cu ecliptica.